# Беханзин

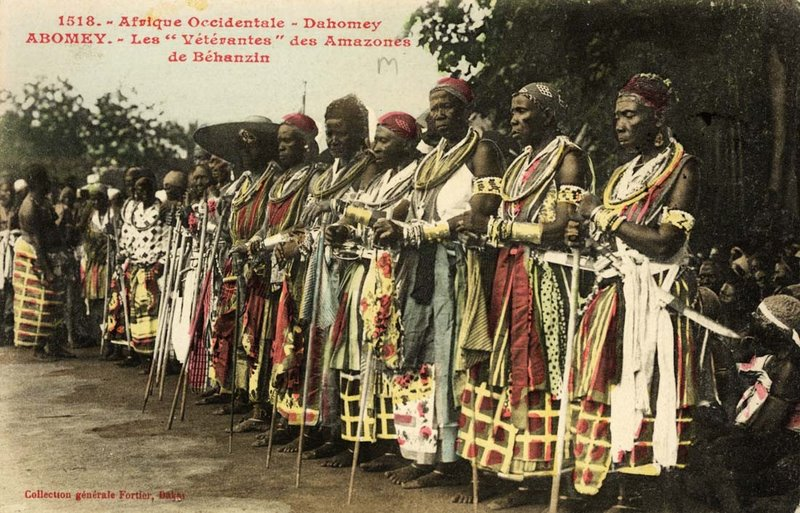
Ветераны Дагомейских амазонок короля Беханзина на ежегодной встрече в городе Абомее в 1908 году

Беханзи́н (Гбеханзи́н) (фр. Béhanzin; 1844 — 10 декабря 1906) — король Дагомеи (1889—1894).

## Ранние годы
Родился в 1844 году, будучи сыном наследника престола Дагомеи, Глеле.
Беханзин пришёл к власти в 1889 году после смерти своего отца, хотя реально правил государством уже за несколько лет до этого, выполняя функции регента. Подчиненные считали Беханзина смелым и умным правителем. Видя что европейцы постепенно пытаются превратить Дагомею в свою колонию, он не боялся давать им отпор, несмотря на свою изолированность от мировой внешнеполитической арены.

## Войны с Францией

### Первая война
Незадолго до смерти своего отца, будучи наследником престола, Беханзин отказался от встречи с французским посланником Жаном Байолем, сославшись на занятость в связи с проведением обязательных ритуалов и церемоний. Вернувшись в город Котону, оскорбленный Байоль занялся подготовкой военных действий против Дагомеи. Однако Беханзин (к тому времени уже пришедший к власти) решил напасть первым: 21 февраля 1890 г. он атаковал французские войска, сосредоточившиеся неподалёку от дагомейских территорий, но получил отпор ввиду лучшей организованности и подготовленности противника. Этот конфликт, вошедший в историю как Первая франко-дагомейская война, продлился всего чуть более 8 месяцев и обернулся для Дагомеи малыми потерями: отказавшись от претензий на города Котону и Порто-Ново, Беханзин уехал в Абомей, а Байоль — в Котону.

### Вторая война
Мир между Францией и Дагомеей длился два года, на протяжении которых обе стороны продолжали готовиться к очередной войне. На сей раз первыми атаковали французы, без объявления войны перешедшие границу Дагомеи. Тем временем Байоль, к этому моменту уже назначенный колониальным губернатором, объявил войну Беханзину.
Благодаря превосходной работе военной разведки, технологическому и стратегическому преимуществу Франции удалось одержать победу над Дагомеей — последним из традиционных африканских государств, не подвергшихся европейской колонизации. В 1894 году, не подписывая каких-либо официальных документов или договоров, Беханзин сложил с себя королевские полномочия и капитулировал. Капитуляцию принимал французский генерал Альфред Доддс. Преемником короля стал его младший брат Аголи Агбо, впоследствии ставший последним дагомейским правителем.

## Смерть
Бывший король прожил остаток своей жизни в изгнании на Мартинике и в Алжире. После его смерти в 1906 году останки Беханзина были возвращены и перезахоронены в Абомее.